# Nagadeba indecoralis
Nagadeba indecoralis är en fjärilsart som beskrevs av Walker 1865. Nagadeba indecoralis ingår i släktet Nagadeba och familjen nattflyn. Inga underarter finns listade i Catalogue of Life.